# Capnodiastrum guaraniticum
Capnodiastrum guaraniticum är en svampart som beskrevs av Speg. 1886. Capnodiastrum guaraniticum ingår i släktet Capnodiastrum och familjen Englerulaceae.   Inga underarter finns listade i Catalogue of Life.